# Lamacs
Lamacs (szlovákul Lamač, németül Blumenau) Pozsony városrésze, korábban önálló falu Szlovákiában, a Pozsonyi kerületben, a Pozsonyi IV. járásban.

## Fekvése
Pozsony központjától 10 km-re északnyugatra fekszik.

## Története
A mai Lamacs területén a középkorban négy falu feküdt. Délen egy 1241 körül alapított ismeretlen nevű falu volt. Blumenau és Sellendorf falvakat Jakab pozsonyi bíró alapította 1279 és 1288 között. Sellendorf templomát már 1397-ben említik. Blumenautól északra feküdt a tulajdonképpeni Lamacs falu, melyet 1506-ban Szkerlics János alapított és később délről menekült horvátokat telepítettek ide. 1547-es első említésekor Krabatendorff, azaz Horvátfalva a neve. 1548-ban 46, 1556-ban 54, 1580-ban 80 ház állt a településen. Fatemploma 1553-ban épült, első kőből épített templomát 1570-ben Szent Margit tiszteletére szentelték. Ennek romjai még ma is láthatók. 1561-ben tűzvész pusztította. Ettől kezdve szinte minden generációt ért valamilyen csapás, melyek a fejlődésben visszavetették. 1624-ben a török ellen gyülekező hadak fosztották ki. 1679-ben pestisjárvány sújtotta, ezután építették fel a Szent Rozália kápolnát. A Rákóczi-szabadságharc alatt négyszer fosztották ki a hadak. Ekkor csak 39 család élt itt. 1755-ben újabb tűzvész tombolt. Az 1768-as urbárium szerint 124 családban 620 lakos élt itt. A 19. század első felének nagy csapása az 1831-ben kitört kolerajárvány volt.
Vályi András szerint „LAMACS. Plamenau horvát falu Posony Várm. földes Ura Posony Városa, lakosai katolikusok, fekszik hegyek között, van szőleje, réttye nints, edeje is van, határja középszerű, terem rozsot, zabot, más javai is középszerűek, piatzoza Posonyban.”
Fényes Elek szerint „Lamacs, (Blumenau), tót falu, Pozson vmegyében, Pozsonyhoz 1 1/2 mfd., a holicsi országutban, 903 kath., 16 evang. lak., kik csekély bor-, és földmivelésből élnek, fuvaroznak. Kath. paroch. templom, 5 vízimalom. F. u. Pozsony városa.”
1866. július 22-én nagy csata dúlt itt a poroszok és az osztrákok között. A falu önkéntes tűzoltóegylete 1882-ben alakult.
A trianoni békeszerződésig Pozsony vármegye Pozsonyi járásához tartozott. Ezután Csehszlovákia része lett. Postahivatala 1922-ben létesült. Lamacsot 1946. április 1-jén csatolták Pozsony városához.

## Népessége
1837-ben 919 volt a település népessége.
1910-ben 1381, többségben szlovák lakosa volt, jelentős magyar kisebbséggel.
2001-ben 6544 lakosából 6143 szlovák, 138 magyar, 116 cseh volt.
2011-ben 6670 lakosából 6151 szlovák, 150 magyar, 88 cseh.

## Nevezetességei
- Szent Margit tiszteletére szentelt római katolikus templomát 1947-ben lebontották. A mai temploma 1947 és 1951 között épült.
- Szent Rozália kápolnája 1680 és 1682 között épült.
- 16. századi templomának romjai.

## Híres személyek
- Itt született 1906-ban Alexander Húščava, szlovák történész, levéltáros. Itt is hunyt el 1969-ben.

## Képek

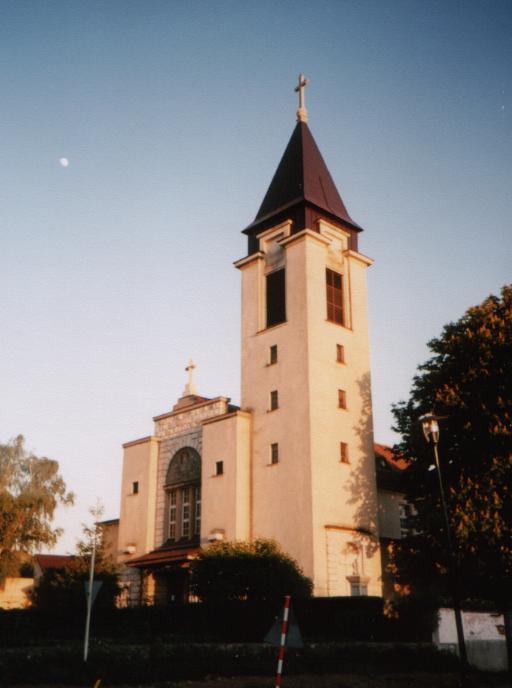
Szent Margit templom
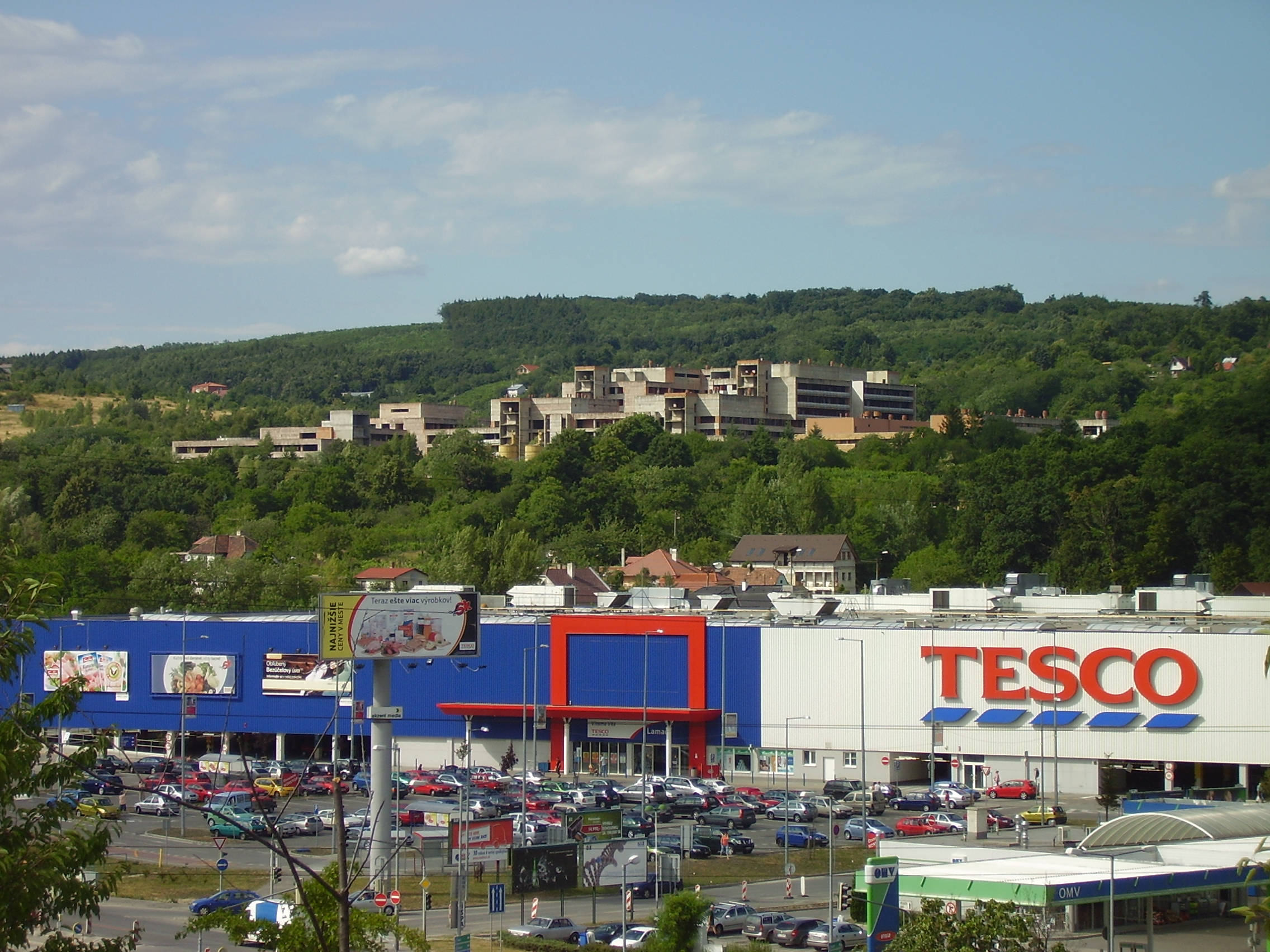
A lamacsi Tesco
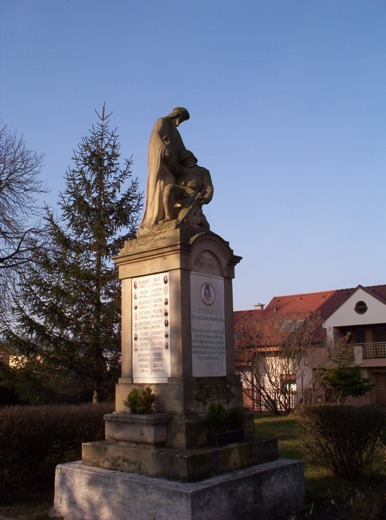
Az első világháború hősi halottainak emlékműve
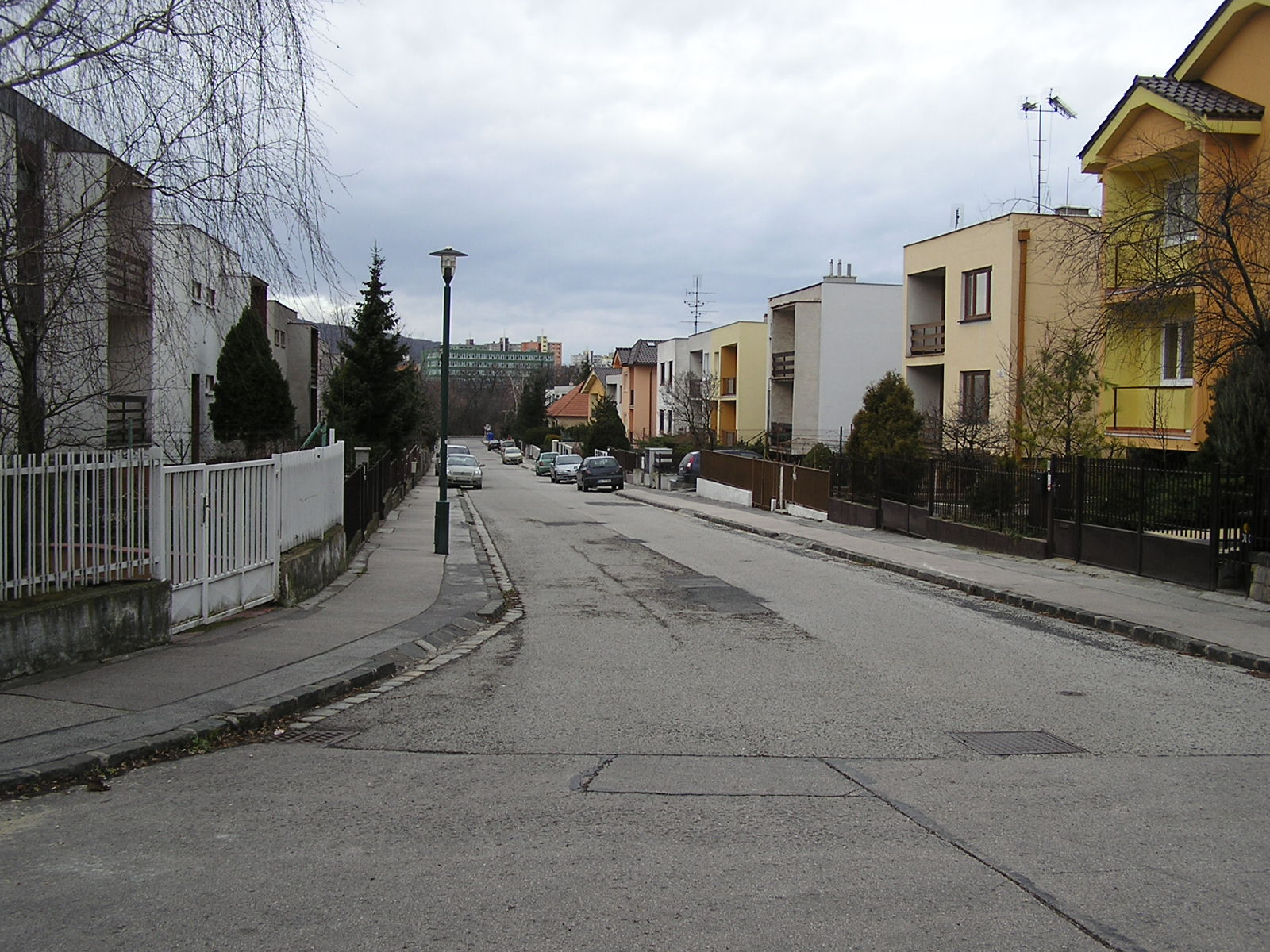
Utcakép